# LAH輕型武裝直升機
LAH輕型武裝直升機（英語：Light Armed Helicopter)是一款由KAI為陸軍開發的輕型武裝直升機。空中巴士直升機公司與KAI於2015年達成協議，以歐直EC155直升機為基礎研發。它能夠執行多種任務，包括輕型火力輸出、近距離空中支援、護航和部隊運輸任務，並取代了陸軍原有的MD 500防衛者式直昇機和AH-1S眼鏡蛇直升機。2019年7月4日，LAH進行了首飛，並於2022年完成開發與採購。LAH擁有幾種概念變體，包括無人機版本(UAV)和部隊運輸輕型通用直升機版本(LUH)。

## 發展
2015年，空中客車直升機公司和韓國航空航天工業公司 (KAI) 聯合宣布達成一項協議，將EC155的主要產線轉移至韓國。根據這項協議，KAI將在2018年後成為該機型的唯一製造商，兩家公司將共同參與該機型的國際營銷和進一步開發。此外，KAI以EC155為基礎，提出兩個新方案：輕型民用直升機 (LCH) 和輕型武裝直升機 (LAH)。
在達成協議時，空中客車公司表示，韓國將至少會有100架LCH和214架LAH的需求，並估計國際市場將有300-400架以LAH取代老式武裝直升機的需求。LAH預計將取代韓國陸軍的MD 500防衛者式直昇機和AH-1S眼鏡蛇直升機。 此外，KAI 宣布希望將開拓LAH的海外市場。 除了KAI之外，防衛事業廳以及其他幾個韓國機構也對該項目給予了支持。 此外，許多歐洲供應商也參與了該計劃； 2016年6月，LAH和LCH決定採用賽峰集團Turbomeca Arriel發動機。
LAH與原版的EC155相比有許多變化，包括新的駕駛艙、改進的變速箱和重新設計的葉片。此外，LAH能夠操作多種新武器，配備了生存設備，並能搭載10名全副武裝的士兵。LAH設計之初是用於執行突擊和偵察任務。飛行系統包括一個4軸自動飛行控制系統 (AFCS)，而動態系統的設計則是最大限度地減少噪音和振動。並且還安裝了防撞自密封油箱。
LAH配備了各種航空電子設備和設備以支持其運行；其中包括機頭安裝的光電/紅外傳感器套件、集成目標捕獲/指定係統和自我保護/電子戰套件，其中包括雷達警告接收器 (RWR)、激光警告接收器 (LWR)和箔條/照明彈發射器。 其自我保護系統是防範單兵攜帶防空系統 (MANPADS)，包括一個精確的導航系統，並能抗敵人的GPS干擾。飛行員配備了與火控系統集成的頭盔顯示器。

### 武裝
LAH的機鼻炮塔安裝M197加特林三連裝機砲，並且短翼可攜帶70mm制導火箭彈和空對地反坦克導彈。國防科學研究所和韓華技佳聯合開發了一種新型反坦克導彈，稱為TAipers(Tank Sniper)輕型武裝直升機空對地導彈 (LAH-AGM)，作為LAH的主要武器。在雙感光耦合元件和紅外線熱成像法(IIR)導引頭的引導下，擁有自主導引以及使用光纖數據鏈的發射、觀察和更新模式，能摧毀8公里(5.0mi)之外的裝甲目標。導彈預計於2023年開始批量生產。 後來更名為Chungum （页面存档备份，存于），導彈直徑為120mm(4.7in)，重量為16kg(35lb)，飛行速度為 200m/s(720km/h;450mph)，並且串聯炸藥的彈頭具有瞬時或延時引信的功能。LAH將可以攜帶四枚Chungum(每邊x2)。導彈於2022年12月研發完成。 2021年，KAI和以色列航太工業簽署了一份備忘錄，以開發可供LAH使用的巡飛彈藥。

### 歷史
2018年12月，第一台原型機亮相。2019年4月，LCH進行首次發動機地面測試。
2019年7月4日，第一架原型機首飛；2019年12月10日，第二架原型機首飛。
2020年12月，國防科學研究所臨時宣布LAH符合作戰性能需求。2021年4月，KAI 表示20mm機砲和70mm火箭彈都已經與LAH的集成系統嵌合完善，空對地導彈的測試將在年內進行。
2021年12月至2022年2月期間，LAH在加拿大黃刀鎮進行寒冷天氣測試，在九週內進行40多次飛行並測試了165項。 防衛事業廳於2月18日宣布，韓國航空宇宙產業(KAI)輕型武裝直升機(LAH)具有在極寒天氣進行同樣操作性能的能力。

2022年期間，LAH開始進行無人機操作測試。KAI表示將為直升機配備筒式發射的無人機，形成蜂群作戰。同時KAI還將LAH的無人駕駛版本概念化，並將其推廣為打算與有人駕駛的LAH協同作戰，以盡可能減少戰場上的人員損失。韓國政府已經簽發了一份關於開發無人駕駛 LAH 的合同。

2022年9月，KAI推出了一種新型號，即輕型通用直升機 (LUH)，它以LAH為基礎，並移除非必要設備，以最大限度地提高其運載部隊的能力。不僅內部機艙能載運，還使用類似於MH-6M上使用的舷外長椅。

2022年12月23日，防衛事業廳與KAI簽署一項價值3020億韓元(2.35億美元)的協議，生產10架LAH並於2024年12月開始交付。 

## 外部連結
- https://www.koreaaero.com/EN/Business/LAH.aspx （页面存档备份，存于）